# Podplácení
Podplácení je nekalosoutěžní jednání, jehož účelem je získání přednosti nebo jiné neoprávněné výhody v hospodářské soutěži na úkor jiných účastníků této soutěže. Upraveno je v § 2983 občanského zákoníku.
Podplácení může být jak aktivní, kdy některý ze soutěžitelů nabídne, slíbí nebo poskytne jakýkoli prospěch členovi statutárního nebo jiného orgánu jiného soutěžitele, případně osobě, která je k němu v pracovním poměru, tak pasivní, kdy tento člen či jiná osoba si takový prospěch žádá, dá slíbit nebo rovnou přijme. Není jím však nabízení nebo přijímání zcela obvyklých pozorností, např. reklamních předmětů.